# Лорвін-Шедоумор
Лорвін-Шедоумор (Шедоумур) — набір-розширення карткової гри Magic: The Gathering. Один зі світів мультивсесвіту з двома аспектами. У той час коли Лорвін уособлює день, Шедоумор — ніч. Через кожні три століття Лорвін перетворюється на Шедоумор завдяки надприродному процесу, що запускає Велика Аврора.

## Лорвін
Лорвін — перший з двох аспектів світу Лорвін-Шедоумор, а також сеттінг Блоку Лорвін(Lorwyn) та Світанок(Morningtide) колекційної карткової гри Magic: The Gathering
Лорвін — це населений казковими створіннями ідеалістичний світ в якому панує вічна весна, його темне відображення, Шедоумор, світ де панує вічна темрява, істоти його змінились та повинні вести вічну боротьбу за виживання

### Створіння Лорвіну
Найбільш розвідану частину Лорвіну складають густі ліси що затягнені в кільце високими горами за якими розстелилась Первісна Далечінь. Лорвін не має океанів та великих озер, водою світ насичує система річок та джерел що з'єднані підземним Темним Меандром. Лорвін це світ без зими та ночі, в ньому завжди панує пізня весна а сонце ніколи не сідає за обрій.
У природі Лорвіну домінують вісім народів: ельфи, кіткіни, мерроу, флєймкіни, боггарти, тріфольки, велети та фей. Лорвін це один з декількох світів мультивсесвіту де люди природно не існують. Також в Лорвіні мешкають багато звірів та надприродних створінь такі як вісенти, спрингджеки(місцеві кози), сервіни, дивний народ перевертнів(створінь що міняють свій вигляд) відомий як Перезмінники, та величні Великі Елементалі. Всі вони існують в світі незмінного оточення з нескінченним циклом зростання зберігаючи баланс Лорвіна на рівні незайманої дикої природи
Кожен з дев'яти народів (враховуючи Перезмінників) що називаються в Лорвіні Племенами живе в незвичному для інших світів стані перманентного миру, як один з одним, так і з природою взагалі, звісно ж трапляються і сутички та невеликі баталії час від часу, але великі війни не траплялись ніколи. Племена дуже закриті в своєму побуті та недовірливі до інших, хто не з їхнього народу, особливо до жорстоких, зверхніх та сильних ельфів, що де-факто панують в ідеалістичному світі.
Лорвін це світ що дуже рідко навідують світоходці (planeswalkers). Ті, хто знає про його існування вважають Лорвін ідилічним раєм. На пізніх етапах історії Лорвіну бар'єри між племенами почали руйнуватися, і представники різних народів почали формувати свої племена керуючись загальними цілями (конклави вояк, осередки чарівників та інше).

#### Боггарти (гобліни)
Гоблінів що живуть у Лорвіні звуть боггартами. Боггарти мають дуже широку анатомію тілобудови, тому серед племені утворюється багато кланів, що об'єднані за зовнішністю. Деякі з них мають закручені роги, інші тільки один по середині лоба, є й такі що не мають їх взагалі. Деякі з боггартів мають видовжені обличчя, інші ж можуть мати  морду схожу на козлину. Деякі мають широкі, гнучкі вуха, інші довгі й загострені на кінцях. Богарти бувають товсті, інші ж можуть бути худими, у деяких є ікла, інші ж можуть бути плямистими, також боггарти можуть мати хвости. Їх шкіра варіюється від зеленого до синього, від бежевого до фіолетового та червоного. Є багато боггартів що об'єднують всі ці, або декілька з цих чудернацьких рис зовнішності одразу, кажучи просто, немає двох боггартів що схожі один на одного
Поміж собою боггарти схильні формуватися у ватаги: ватага Смердопиїв (Stinkdrinker), відома завдяки своїй «купі крадених запасів» і «їхні боггарти навіть у велетів свій трофейний мотлох крадуть»; Ватага ПискПирога(Squeaking Pie) відома «своєю кулінарною ризикованістю — вони запікають мишей та інші „делікатеси“ в свої пироги, і підуть на все, щоб знайти дивні, нові рецепти та інгредієнти.»; Ватага Багнодонців(Mudbutton) «частково хаотична і настільки ж гучна, вона полюбляє добрячі гулянки, навіть якщо протягом свята декілька з ватаги загинуть.»; і також ватага Жабовільних(Frogtosser) «купка боггартів настільки емоційно мінливих, що інші вважають їх божевільними».
Боггартскі ватаги очолюють визначні лідери що звуться «Тітками». Тітка здебільшого це найстаріший боггарт у ватазі, і здебільшого це жінка (навіть якщо це чоловік, його все одно називатимуть Тітка) Тітка знає багато історій, байок та казок, які вони розповідають аби навчати свою ватагу, це найважливіший етап в освіті боггартів і спосіб владнати конфлікти та розбіжності. Найвідоміші байки та казки що розповідають Тітки присвячені Тітці Граб, народному герою боггартів, і ймовірно реальному історичному персонажу. Казки тітоньки Граб є особливо корисними для інформування молодих боггартів про расових ворогів, небезпечних хижаків, отруйні рослини, гриби, тощо.
Боггарти живуть переважно в залитих сонцем болотах і на скелястих пагорбах. Вони можуть бути неймовірно шкідливими, але вони не є лиходіями. Боггарти це егоїстичні істоти по відношенню до інших народів, рухомі гедонізмом і прагнення до самовдоволення. Їх описуються як «збирачів емоцій», а також, «в той час як вони не особливо розумні мислителі, вони надзвичайно сприйнятливі, тому, що вони сприймають багато.» Коли справа доходить до того що треба озброюватися, вони імпровізують, щоб замінити те, що вони не можуть вкрасти.
У культурі боггартів є тільки одне правило, і тільки воно допомагає їм не скотитися до суцільної анархія, фактично це жорстка вимога ділитися новими як відчуттями так і предметами з іншими з свого народу. Боггарт, що відмовляється ділитися — скнара — і він буде вигнаний з суспільства боггартів, за гріх утримання нового скарбу (емоцій або награбованого мотлоху) при собі. Так як боггарти настільки соціально активні і компанійський серед своїх, вигнання вважається найстрашнішим вироком.
Боггарти є дуже плодовитими, до того ж вони вірять в реінкарнацію. У боггартів нема докорів сумління якщо вони випадково вбивають своїх товаришів, тому що боггарти вірять, що померлі переродяться через декілька днів або навіть годин

#### Елементалі
В Лорвіні, абстрактні об'єкти, такі як надії, страхи, мрії і кошмари так само реальні, як трава і дерева. Це Елементалі, що існують лише доти, доки існують елементи з яких вони складаються. Вони розрізняються за поширеністю так само, як і абстрактні ідеї, з яких вони народжуються. Якщо ельфи почнуть воювати з велетами, то багато пазуристих елементалів війни і боротьби почнуть з'являтися з перемінною частотою. Якщо мерроу розпочнуть експедицію у каламуті Темного Меандру, їх річкової системи, то дуже скоро з'являться вологі елементалі затопленого невідомого. З іншого боку, якщо кровопролиття в світі зменшиться до мінімуму, елементалі насильницької смерті, почнуть самостійно вимирати — до тих пір, поки їх час не прийде знов.

#### Флеймкіни (вогневики, полум'яники)
Флеймкіни є істотами з вогню і деформованого каменю, сильна, жагуча пристрасть жене їх поневірятися по світу. Полум'я їх тіл магічне, і палає воно не підпалюючи нічого, бо те полум'я холодне, але вогневик може змусити полум'я бути гарячим за власним бажанням, і тоді вона стає так само смертельно небезпечним як і звичайний вогонь. Інші народи з осторогою ставляться до вогневиків і їх мінливих, полум'яних натур, підставою для цього став гурт флєймкінів, що називають себе Світлосердешні, їх головна ціль працювати заради змін. Світлосердешні виступають емісарами доброї волі та доброзичливість флеймкінів до інших рас, вони виконують корисні завдання, що вимагають вогню, такі як ковальська справа. З іншого боку, один вогневик на їм'я Вессіфрус є вискочкою, який шукає привід, щоб підняти бунт серед вогневиків. І одного разу він зможе очолити повстання проти тиранії одержимих красою ельфів. Флеймкіни мають майже духовний зв'язок з таємничими Великими Елементалями Лорвіна. Вогневики вважають їх своїми тотемами, або напівбогами, які надихають їх творчі пориви — або навпаки зводять нанівець їх доброзичливість і порозуміння зі світом

#### Великі елементалі
Великі Елементалі є живими втіленнями абстрактних ментальних ідей і концепцій, омріяних людьми, такі як енергійність, ворожість і підступність. Вони сильно відрізняються за формою від елементалів інших світів, Великі Елементалі Лорвіна приймають форму дивних комбінацій тварин, багато з них є колосальних розмірів. Вони звірі, що не мають відчуттів, керовані лише своїми власними, простими, первинними потребами. Їх не турбують міжплемінні конфлікти Лорвіна. При нормальних обставинах, Великі Елементалі є втіленням сил природи і ніщо не здатне їх приборкати. Але, звісно ж світоходці — це зовсім інша справа; з достатньою кількістю мани і зусиль, вони можуть не тільки зв'язатися з сутністю великих елементалей, але й викликати як союзників на свій бік, з усією могутністю що вони приносять з собою. Великі Елементалі Лорвіну народжуються у місці під назвою Первинна Далечінь що розкинулась за високими лорвінськими горами.

#### Ельфи
Ельфи Лорвіна аристократичні, безжальні і хижі. Їх суспільство обертається навколо законів краси, це правила, які визначають, як хитрість і особиста привабливість впливає на соціальне становище. Якщо ви тільки помірно гарні, ви ельф низької касти. Якщо ви потворні або понівечені — або НЕ ельф, що за визначенням є потворним апріорі — тоді ви отруйноокий (той що отруює взір ельфу), істота не гідна поваги, та навіть права життя. Є чотири офіційних касти ельфів, які визначаються мірою краси — плюс не кастові отруйноокі для всіх інших
Чотири соціальні касти:
- Бездоганні

Будь-якого ельфа, який володіє мінімальним порогом краси і грації зачисляють до цієї основної касти.
- Непогрішні

Сановники, поважні персони і функціонери вищого рівня серед ельфів входять до касти непогрішних
- Вишукані

До цієї касти входять Володарі Зграї (керівники ельфійських мисливських загонів) і важливі придворні. Тільки мають привілей звертатись і говорити безпосередньо з Ідеальними
- Ідеальні

Ідеальні ельфи настільки красиві і настільки проникливі, що мають право керувати всіма іншими ельфами. Всього Ідеальних лише декілька на світі. Ідеальний може вбити будь кого, хто з касти нижчої за нього, і йому за це нічого не буде, бо Ідеальні мають соціальний імунітет.
Ельфів Лорвіна відрізняє від ельфів інших світів їх здатність вирощувати (культивувати) білі квіти що звуться Мунглоу (місячне сяйво), з цих квітів вони роблять настільки сильну отруту, що навіть її краплини достатньо щоб згубити велета. У ретельно контрольованих пропорціях і тільки розбавлений, нектар Мунглоу і його некротизуючі властивості можуть бути використані для покращення травлення або вирізання (щось на кшталт скарифікації) живої тканини — такої, як шкіра або кора. Крім того, на відміну від ельфів інших світів, ельфи Лорвіна вважають природу як «щось, що має бути поліпшене, культивоване, і при необхідності, реорганізоване», в той час як ельфи інших світів живуть в гармонії з дикою природою. Також у ельфів що населяють Лорвін є і фізичні відмінності, вони мають роги, а замість ступень ніг у них роздвоєні копита, саме тому вони не носять взуття взагалі.

#### Фей(феї)
Жоден з народів Лорвіну не є настільки усюдисущим та таємничим, як фей. Фей проживають свої короткі, пурхаючи життя в гонитві за плітками, диверсіями і кумедними інтригами. Маленькі і пихаті, фей, нагадують дратівливих дітей під час гри. Вони люблять розваги, люблять впиватись вічною весною Лорвіну і слідувати своїм примхам. Але феї також можуть бути до недбальства жорстокі, примхливі, і мстиві.
Феї подорожують в невеликих групах від трьох до шести, ці групи звуться кліки. Звідки походять фей невідомо, але вони стверджують, що служать Уні, загадковій Королеві Фей. Уну ніхто ніколи не бачив, і, як вважає більшість народів Лорвіна, Уна може бути потенційно міфічною істотою.
Вважається, що фей не мають власних сновидінь, і це пояснює, чому вони витрачають так багато часу, збираючи сновидіння інших. Феї вміють перетворювати ці вкрадені сновидіння в блискучу енергію, що сяє навколо них. Чи транспортують, збирають, або споживати сон — матеріал феї для свого власного задоволення, невідомо, але, один мандрівник розповідав, що ніхто зі збирачів сновидінь навіть не уявляє наскільки велика магічна енергія була накопичена таким шляхом за весь цей час.

#### Велети (гіганти)
Велети являють собою одних з найбільш сильних воїнів Лорвіну. Виходячи з того що велети вимагають багато території, щоб вільно пересуватися на ній, вони можуть бути територіально жорстокі, тобто не дуже раді чужинцям. Зверніть увагу, що гіганти, як правило, однодумці, тобто мають одне ставлення до всього і всіх, коли велети дружні, вони є великодушно дружніми до всіх живих істот, але коли вони зляться, їх лють стрясає землю протягом кількох тижнів. Велети — народ самітників, суддів (тих що можуть розсудити конфлікт завдяки своїй мудрості), дослідників і оракулів. Деякі велети живуть в гірських печерах; ви можете виявити лігво велета за величезними кам'яними дольменами, що встановлені навколо входу. Інші ж не мають постійного дому, тому що полюбляють подорожувати Лорвіном довгими підстрибуваними кроками. Ви можете визначити маршрут такої подорожі за великими, з людину розміром відбитками ступнів, та відсутністю рослинності навколо них. Велети можуть спати століттями, під їх тривалого сну рослини і мох ростуть на їх тілах, і вони ніколи не турбуються щоб видалити їх.
Велети розглядаються іншими расами народами як проблема, справжня загроза, тому що часто вони не переймаються тим що знаходиться на їхньому шляху і з легкістю можуть розчавити місто

#### Кіткіни (кітнародці)
Кіткіни є швидким і моторним народом маленьких гуманоїдів, в основному пов'язаних з білою маною. Кіткінські клакхани (села), такі як Золотолуки (Goldmeadow), або більші за нього Камнетон (Burrenton) і Конлошина (Cloverdell), або саме найбільше Наромісто (Kinsbaile) очолюють Цензи (кіткінські сільські голови). Їх суспільство базується на типі колективної свідомості що називається Тканиною Думок. Тканина Думок з'єднує кіткінів у свого роду емпатичну мережу, що дозволяє їм ділитися своїми емоціями і думками, це робить їх дуже ефективними в бою. Кіткіни в цілому привітні до мандрівників з інших народів у своїх клакханах, але кажуть, якщо ви обираєте бій з одним кіткіном, ви обираєте бій з усіма кіткінами.
Кіткіни народ інноваційних будівельників і алхіміків, які використовують свою майстерність і магію, щоб створювати зброю, обладунки зі шкіри та бронзи, луки, пращі, пастки, сільськогосподарське знаряддя, меблі, зілля, порохові бомби, цілющі кола, бар'єрні кільця, аури левітації а також транспортні засоби засновані на повітряних кулях
Кіткіни благоговінні і забобонні. Вони таємно шанують Великих Елементалей і вірять, що їх рухи і дії є пророцтвами для їх власних життів.
Кіткіни відзначають Ламмалив, свято танців і зав'язування церемоніальних стрічок. Танці є серйозною справою для кіткінів, бо вони посилюють і зміцнюють ментальні нитки у Тканині Думок. Також кіткіни відзначають Аврору, щорічне дійство, коли мерехтливі вогні запалюються уздовж всього Лорвінського неба, як правило жителі декількох клакханів збираються разом і слухають промови цензів під час цього дійства.

#### Мерроу (русали, русалчий народ)
Рибохвості русали у Лорвіні звуться Мерроу. Вони є кур'єрами, посередниками і торговцями в цілому світі. З урахуванням рибоподібної анатомії їх нижньої половини тіла, вони не можуть ефективно пересуватись по суші без сильної магії. Проте, вони контролюють і підтримують так звані Мерроу-стежки, систему річок, що пересікає весь Лорвін уздовж і поперек і з'єднує найвіддаленіші й розгалужені місцини. Мерроу-Стежки проходять на поверхні через річки і струмки, під землею через тоннелі і підземні річки, та навіть підіймаються вгору, в міста інших народів через колодязі. Найглибші частини підземних річок у Стежках називаються Темний Меандр. Більшість мерроу намагаються триматись подалі від Меандру через нестачу світла і небезпечну легкість з якою можна заблукати у ньому. Суспільство Мерроу організовано у так звані школи, кожна з яких надає той, чи інший вид послуг для транспортної та торговельної системи, такі школи очолюють русали що звуться Риджрей(Reejerey). Найвідоміші школи мерроу це Сріблогіль(Silvergill), Камнетік (Stonybrook), Тонкоплавники (Paperfin), Водомоти (Weirwinder), та Чорносажень(Inkfathom). Поміж інших школа Инкфатом є найбільш зацікавлена в досліджені Темного Меандру
Мерроу мають багато різних професій і зайнять, і жорстка термінологія дуже важлива для них, так що краще ретельно її вивчити перед тим як навідатись до мерроу. «Кермач» це русал-провідник, який знає, Стрежки як свої п'ять лускатих пальців. «Прилиформачи» і «Акватехи» це мерроу чаклуни, вправні на водяній магії, вони використовують свої здібності для зміцнення берегів річок, направлення водяних потоків, або навіть для того, щоб змінити хід Мерроу-Стежок в цілому. «Форелепасці» та «ракотабуняри» випасають і керують косяками річкової форелі і табунами раків, відповідно. «Землепани» — це русали здатні стрибнути з однієї водної стежки на іншу, прилеглу до неї, досвідчені землепани таким шляхом можуть переміщатись на великі відстані, або патрулювати території мерроу охороняючи їх від чужинців — зі списами і шипастими рибальськими сітками. «Паромудр» (Fallowsage) це мудрі старці Мерроу, багато з яких знаходять спокій в плямистих тінях верб що ростуть на берегах річок. Русали «Доброслови» є посланцями, які використовують ораторство, щоб спілкуватися з представниками інших народів, тим самим налагоджуючи контакти і добрі стосунки з іншими племенами

#### Тріфольки
Тріфольки є найстарішими істотами Лорвіну, що існували задовго до перших ельфів, кіткінів або велетів, а також найдовше за всіх них прожили. Тріфольки Лорвіну мають найдовше життя поміж інших народів, найглибші знання і спогади про світ, аніж будь-який з його мешканців. Тріфольки народжуються з насіння, як і будь-які інші дерева, але зростаючи вони отримують здатність відчувати і рухатись під час процесу що зветься Підняття (Rising). Серед тріфольків є і чоловіки і жінки, але практично між ними немає різниці, як за зовнішнім виглядом, так і за особистими натурами. І чоловіки і жінки тріфольки здатні виробляти насіння і пилок, необхідні для продовження роду.
У свої молоді роки, тріфольки залишаються у рідному гаю, уважно слухаючи і поглинаючи мудрість і усну історію своїх старійшин. Коли тріфольки дозрівають, то відправляються мандрувати по світу поодинці, шукаючи тих, хто гідний їх знання, або притулок. Тріфольки є наймудрішими поміж народів Лорвіну, вони живі сховища історії світу. Інші народи часто шукають поради у тріфольків, хоча і не всі тріфольки згодні ділитися своєю мудрістю. Мудрі поради тріфольків мають форму афоризмів, і не всі короткоживучі народи здатні їх сприймати в повній мірі, тому й виникають проблеми з розумінням.
Тріфольки Лорвіну народжуються виключно з листяних порід дерев, таких як дуб, горобина, ясен і тополя. Хвойні дерева, як сосна і ялина зустрічаються рідко в Лорвіні і швидше за все вони не здатні народжувати тріфольків.
Через те що тріфольки здатні народити тисячі саджанців протягом свого життя, як тих що стануть тріфольками згодом так і тих що будуть зростати як прості дерева, вони не мають такого розуміння сім'ї як гуманоїдні народи. Замість цього, їх батьківський інстинкт спрямований на цілу рощу чи гай. Цей інстинкт призводить іноді до того, що тріфольки можуть почати опікуватися, як батьки, цілими кіткінськими громадами. Кіткінський клакхан Конлошина (Cloverdell) має принаймні одного такого батька-протектора.
Характер тріфолька і його роль в значній мірі визначає те, до якого виду рослин він належить. Ясінь, береза, дуб, горобина і чорна тополя, всі вони грають різні ролі в суспільстві тріфольків. Тріфольки що піднялись з насіння отруйного тиса, зникли в Лорвіні, але записи свідчать, що є ще один тріфольк-тис, що залишився на світі: дуже давній, сповнений знаннями та мудрістю тріфольк на ім'я Колфенор.
Тріфольк Ясен
Ясені є стійкими воїнами і захисниками лісів і молодив паростків тріфольків. Вони є одними з найбільш мудрих, будучи дуже відомими і поважними серед молодших народів. Ясені відомі своєю відкритою до всіх, дружньою натурою.
Тріфольк Чорна тополя
Чорні тополі є цілителями з роду тріфольків, вони використовують шаманську магію, щоб поглинути біль інших тріфольків. Це робить їх сповненими горя і замкненими, проте багато з них ростуть смакуючи відчуття болю. Зустріти тріфольків з чорної тополі доволі складно.
Старійшини тріфольків
Стрійшини виростають з найстаріших дерев в своєму роді, і ті хто з них найстарший, стають головними лідерами роду тріфольків. Молодші старійшини, з іншого боку, мають тенденцію бути грайливими і схильними до пустощів. Старійшини іноді надають свої квіти кіткінам щоб ті робили з них лікувальні трав'яні чаї
Тріфольк Дуб
Дуби є найбільшими і найсильнішим з усіх тріфольків, і є головними воїнами свого роду. Вони можуть бути настільки сильними, що навіть могутніші ж велетів побоюються підходити до них. Дуби також є найбільшими філософами серед тріфольків. Найвищий дуб тріфольк називають Хмаролисником. Це настільки високий тріфольк, що він навіть здатний вхопити летючих зловмисників прямо з неба, через це кіткіни вважають що краще зводити свої будинки поруч з корінням такого захисника.
Тріфольк Горобина
Тріфольки що народилася з горобини є найбільш здібними до вивчення магії, в тому числі проклять і прокльонів. Вони воліють спілкуватися з загадковими персонами, але іноді пропонують свою допомогу пригнобленим.
Тріфольк Тис
Колись тріфольки тиси жили по всьому Лорвіну, але з часом їх кількість почала зменшуватися, поки не залишався лише один: Колфенор, останній Тис; котрий створив тільки один саджанець, який був знищений Уною, і цей факт робить тріфольків-тисів фактично вимерлими. Тріфольки Тиси були розумні, підступні, і часто злісними, їх отруйна натура відповідає їх не менш отруйним ягодам.

#### Перезмінники (ченжелінг, підкидько)
Перевертні-Формозмінювачі у Лорвіні відомі як Перезмінники. Вони раса напіврозумних гуманоїдів, які мимоволі змінюють свою форму мімікруючи під істот і предмети що знаходяться навколо них. Перезмінники мають здатність спілкуватися подібно до малих дітей (десь на рівні немовлят) і напівпрозорі, синьо-зелені статури. Їх магічні тіла змінюють форму рефлекторно, як шкіра хамелеонів або восьминогів. Перезмінники не мають власної культури як такої. Вони не мають технологій або мистецтва. Коли вони говорять, це нагадую більше передражнювання папуги аніж мову. Перезмінники, істоти високої магії, але вони не мають інтелектуальних здібностей щоб об'єднатись і почати жити як один народ.
Перезмінники майстри мімікрії, але вони далекі від того щоб ввести цим когось в оману. Вони очевидні. Незалежно від того, яку форму приймає Перезмінник, вона завжди має свій характерний опаловий блиск і напівпрозорість. Вони не можуть використовувати свої можливості трансформації на свою користь, тому що вони автоматично адаптуються до будь-якої форми поруч з ними.
Перезмінників можна знайти по всьому Лорвіну, у будь-якій місцевості. У них немає батьківщини, але вони пов'язані з таємничою печерою під назвою Веліс Вель

## Шедоумор
Шедоумор є другим аспектом світу Лорвін-Шедоумора а також сеттінг Блоку Шедоумор (Shadowmoor) та Сутінки (Eventide).
Шедоумор це колишній Лорвін — насправді, в деякому сенсі, він і є Лорвіном, як і раніше. Але завдяки Великій Аврорі, все змінилося. Там, де колись було постійно сонячно, тепер вічна ніч, занурена в морок і туман, і тільки холодне місячне сяйво висвітлює небо. Колись чисті і прозорі води річок тепер стали мутні і холоді. Виє вітер і тонкі гілки загниваючих дерев моторошно поскрипують з кожним його поривом. Життя, якого раніше було вдосталь, тепер щосили намагається не згаснути, або навпаки поступово спотворюється і перетворюється на щось порочне і жорстоке. Це не світ відчаю, але гнітючого страху і постійної смерті
У цьому світі мешканці Лорвіну не можуть згадати про свої попередні життя, і пам'ятаю лише те, що завжди жили у Шедоуморі. Є, однак, кілька істот, які зберігають свої спогади, наприклад: Єшлін, Бріджит Бейлі, Маралін, Уна, Кліка Венделіон, Рошин Меандерник і саджанець Колферону.
Ще одна відмінність між цими двома аспектами світу, в тому що деякі істоти, які не існують в Лорвіні, активні у Шедоуморі, в той час як інші зникають зі світу. Уфи, коррігани, пуки, келпі, страхопудала, і кошмарні, міфічні істоти, що дрімають під поверхнею Лорвіну, відроджуються у сутінках, що завжди панують у Шедоуморі. Ті народи, що пережили перехід між аспектами зазнали змін та були спаплюжені нічним покровом, що обволокує Шедоумор. Зокрема манери й поведінка кожного народу зробили крок в гіршу, темну сторону. Кіткіни стали відлюдькуватими і недовірливими до інших істот світу, а Боггарти тепер жорстокій й брутальні. Флеймкіни, тепер звуться Окалниками, вони втратили свою пристрасть і стали ненависними тінями самих себе; велети втратили свій інтелект, і почали керуватися своїми первинними інстинктами; мерроу перетворились на кровожерливих піратів і рейдерів що ховаються під водами мутних річок; Тріфольки тепер деформовані скелети з кори і гілок, а грайливі Перезмінники стали шкідливими і злісними Міміками.
Ельфи ж навпаки, один з народів що змінився на краще. Вони стали останнім залишком старої, ідилічною атмосфери Лорвіну. Затиснуті несприятливими умовами, ельфи були змушені боротися за своє існування. Замість того, щоб панувати в світі і пригнічувати інші народи, вимагаючи щоб вони відповідали їхнім критеріям краси і грації, іронічний поворот в їх ситуації зрушив ельфів від зарозумілості до приниженого самозбереження.
Єдиний народ що залишився незмінним це фей, тому що вони знаходяться під захистом магії Уни, і, таким чином, залишаються пустотливими і непередбачуваними як і раніше.

### Створіння Шедоумору

#### Людиноподібні раси

##### Окалники
Окалники це одні й ті ж істоти що і вогневики Лорвіну. Як випливає з їх назви багато з окалників втратили свою здатність утримувати постійне полум'я, і це зробило їх обвугленими скелетами, димлячими залишками. За легендою, полум'я окалників було вкрадено зрадником якого прозвали «Гаситель» і завдяки цьому, вони стали дуже злими. Більшість окалників хочуть, щоб весь світ страждав, так само, як вони, саме тому вони намагаються сіяти хаос і руйнування, до тих пір поки нічого не залишиться. Через втрату ними вогню, окалники стали надзвичайно ревниві до тих, хто досі використовує його, і якщо окалник побачить вогонь, він почне нападати люто і несамовито в спробі відібрати вогонь у того хто ним володіє.

##### Дуергари
Гномів Шедоумору звуть Дуергарами, тобто маленьких, скрючених, гноподібних істот, що могли б бути гномами. Дуергари живуть ізольованим життям глибоко під поверхнею землі в величезних шахтах і тунелях, де вони постійно працюють в пошуках багатства. Вони працелюбні і завзяті, тому можуть працювати заради однієї цілі протягом декількох десятиліть.
Дуергари сильно відрізняються за зовнішнім виглядом від більшості гномів з інших світів. Вони мають покручені тіла з тонкими кінцівками і негабаритними головами що мають опуклі носи і висячи вуха. Дуергари лисі і не мають бороди, хоча деякі чоловіки все ж таки мають щетину на підборідді або ріденькі бакенбарди. Ці гноми настільки потворні, що деякі нагадують скоріш гоблінів аніж гномів.
Дуергари живуть під землею, деякі з них навіть не знають про світ на поверхні, інші ж взагалі вважають це міфом, вони можуть бути сердитим або агресивними, коли їх ілюзії намагаються зруйнувати. Деякі дуергари змогли піднятись на поверхню, але виходи через які вони піднялись, тепер охороняються дуергарами які настільки розтовстіли, що тепер не можуть протиснуть у тунелі назад, бо наземні харчі їм прийшлись до вподоби.

##### Ельфи
Коли Лорвін стає Шедоумором, ельфи стають сповненими співчуття, тепер вони шукають в темряві красу що потребує їх захисту.

##### Фей, Грунтлінги
Феї не змінюються коли день Лорвіну змінюється на ніч Шедоумора. Але в Щедоуморі існують безкрилі фей що звуться Грунтлінги, в Лорвіні грунтлінгів немає.

##### Привиди, Коррігани
Своїм походженням привиди пов'язані зі смертю. Душі тих кого вбили у Шедоуморі стають мстивими привидами, що прагнуть покарати своїх убивць і інших хто попадеться їм під руку
Коррігани — це привиди, душі утоплеників що живуть під водою, їх можна побачити як відображення на поверхні, і якщо не розбити воду кинувши камінь чи щось інше, корріган зможе затягнути вас своїм гіпнотичним поглядом у воду, на дно де вже чекає ваша смерть.

##### Велети
З настанням пітьми Шедоумора, спокійність велетів змінюється приступами агресії та жаги до руйнувань, а самі вони починають керуватися не мудрістю а первинними інстинктами.

##### Гобліноїди Шедоумору
Відмінно від Лорвіну, де гобліноїди представленні лише боггартами, у Шедоуморі їх значно більше. Чотири основних гобліноїдних народи це: Боггарти, Хобгобліни, Червоношапошники та Спріггани.

###### Боггарти
Після того як Велика Аврора трансформую Лорвін на Шедоумор, боггарти теж зазнають змін зі шкідливих жартівників вони обертаються на диких мародерів. Боггарти Шедоумору не є дуже шкідливими в цілому, але вони можуть бути дуже небезпечними. Ці боггарти живуть лише щоб їсти, а їсти вони будуть все що тільки знайдуть, не має значення органічне воно чи ні. Боггарти Шедоумору не далеко відійшли від звірів, а мова їхня стала рудиментарною в кращому випадку.
Ці злісні істоти як і боггарти Лорвіну здатні об'єднуватись у вільні зграї що називаються бандами. Відомі банди боггартів це Бруднослови (Mudbrawler), (Tattermunge), (Scuzzback), Гіднокрови (Bloodwort), і Свиноікли (Boartusk). Вони бродять у горах та лісах Шедоумору у пошуках їжі, щоб вгамувати свій голод.
Боггарти носять фрагментарну броню яка зібрана зі шматків обладунків інших народів, іноді таку броню прибивають безпосередньо до тіла. Як і лорвінські боггарти вони бувають найрізноманітніших форм і розмірів, але всі вони виглядають більш дикими і зловісними.

###### Хобгобліни
Також відомі просто як хоби, хобгобліни живуть лише у Шедоуморі. Хоби більш цивілізовані ніж інші гобліни, вони живуть у котеджах які будують на скелястих пагорбах та носять в чистий одяг на манер кіткінів, хоча, як і більшість гобліноїдів вони можуть бути дуже жорстокими та провокуючими. Деякі хоби використовують гігантських цикад щоб підійматись до небес. Хобгобліни схожі на гоблінів більшості інших світів, але з жовтуватою шкірою, червоним волоссям, і більш акуратні і доглянуті на вигляд.

###### Червоношапошники
Червоношапошники це істоти які з'являються у Шедоуморі після змін що приносить Велика Аврора, в Лорвіні вони не існують взагалі. На відміну від боггартів, червоношапники є злими і смертоносними. Їх назва походить від звички фарбувату свої шапки в червоний колір кров'ю своїх жертв. Червоношапники невеликі за розміром, з блідою шкірою, довгими носами і величезними очима. На руках вони мають лише три пальці, а на ногах тільки два.

###### Спріггани
Як Червоношапники та хобгобліни, спріггани живуть виключно в Шедоуморі. Це маленькі істоти з жовто-помаранчевою шкірою, загостреними вухами і носами. Вони мають здатність вирости до гігантських розмірів. На відміну від більшості гоблінів, спрігганиє мешкають у лісах. Як і боггарти, спріггани живуть лише для того щоб їсти, тим самим вгамовуючи своє люте почуття голоду.

##### Відьми (Хег), Гвілліони
Хег (карга), або відьми зловіщі феї — жінки, кошмарні духи що мають вигляд старої. висохлої жінки. У світі Шедоумор Хег розділяють на два типи, це Болотні Відьми і Гвілліони. Легенди Шедоумору стверджують що раніше болотні відьми були богинями, що стерегли лісові болота, але розбестившись від благодаті вони спотворились, скрутились і перетворились на гротескних мисливець що ходять по лісах і болотах чатуючи на своїх жертв. Гвілліони ж навпаки були відьомськими істотами, більш цивілізованими за болотних відьом. Гвілліони полюють на мандрівників що наважились ступити через гниючи заболочені поля, що ті звуть своїм домом

##### Кіткіни
Після того, як Велика Аврора перетворює ідилічний Лорвін на страшний Шедоумор, кіткіни стають скрадливими істотами з великими білими або золотими очима, що не мають зіниць. Тканина Думок (яка стає Тканиною Роздумів у Шедоуморі), що колись зв'язувала їх разом у втішній гармонії, тепер з'єднує їх в стані постійної параної; вони одержимі страхом відповідності (бояться стати не кіткінами а чимось іншим), і нікому не довіряють окрім себе. Їх клакхани тепер стали озброєними фортецями, що звуться Доуни, де тіткіни туляться один до одного, як щури в кутку, яких загнали в безвихідь, але все ж, насилу, вони стримують жахи Шедоумору Деякі Доуни (селища-фортеці) здаються більш параноїдальними, ніж інші (їх жителю бояться навіть виходити з оселі поодинці), в той час як інші мають одиноких розвідників що спостерігають за територією. Як і в Лорвіні, культура кіткінів Шедоумора має Вибраного Героя, який наділений особливим становищем завдяки Тканині Думок. Також кіткіни Шедоумору творці величезних неживих Страхопудал, які ожили з невідомих причин, і тоді вони втратили контроль над цими злісними конструкціями.

##### Русалчий народ
На відміну від Лорвіну, де русали асоціюються лише ж мерроу, у Шедоуморі вони поділені на два класи, тому що в цьому світі живуть уникальні селкі, які в Лорвіні не представлені.

###### Мерроу
Мерроу, мирні торговці, що продають свої товары плаваючи річками, або завдяки магії допомагають мандрівникам переходити через небезпечні ділянки річок. Але коли на світ сходить пітьма Шедоумору, мерроу стають кровожерливими головорізами, що безжально грабують прибережні поселення

###### Селкі
Селкі живуть лише у Шедоуморі, вони є незвичайними русалами, які відрізняються від будь-яких інших істот в своєму роді. Замість риб'ячого хвоста, їх нижня частина тіла нагадую тюленя, що робить їх схожими на кентаврів. Селкі мають шість кінцівок: Дві пари ласт як у тюленів на їх нижній частині тіла, і дві руки на їх тулубі з ластоподібними долонями. Обличчя селкі "поєднує в собі риси людини і тюленя; у них є білі очі без зіниць і довге, тягуче чорне волосся. Селкі живуть в мережі річок і ставків, що тягнуться через весь Шедоумор, але вони відчувають, ніби повинні жити в більш відкритих водах, таких як океани інших світів. Таке відчуття робить їх замислени і трагічними натурами. Саме це робить деяких селкі холодними і злісними до мешканців суходолу, які можуть подорожувати, як їм заманеться по всьому світу.

##### Ногли
Ноггли, унікальні істоти світу Шедоумор. Це невеликі людиноподібні істоти, розміром з гнома або кіткіна, з сутулою ходою і негабаритною головою, як у осла. Ноггли мають великі, гнучкі вуха, ноги що завершуються копитами і коротке грубе волосся по всьому тілу.
Ноггли вважають себе найстарішим, первинним народом для яких Шедоумор є рідним світом, вони вірять, що інші народи вкрали їх Шедоумор. Це зробило багатьох ногглів депресивними і дало їм жагу до клептоманії, так як вони вважають, що все в світі належить їм, і що вони мають право красти все, що вони знаходять без будь яких причин і пояснень. Ноггли не знають що таке праця, не мають ресмл, вони крадуть все, що потрібно у інших. Багато ногглів також має жорстоке почуття гумору і насолоджується цим. Подріблене копито ноггла є компонентом для деяких кіткінських алхімічних еліксирів.

##### Уфи
Уфи це маленькі людиноподібні істоти. Вони пов'язані з природою, і є родичами фей, можливо, гремлінів. Всі уфи, як правило, невеликого зросту (приблизно як гном або кіткін) з загостреними вухами, але вони відрізняються один від одного за зовнішнім виглядом. Більшість уфів є асоціальними, і багато хто з них вороже ставиться до штучних, не природних істот або предметів. Іноді уфи можуть дуже дратувати своїми витівками і бути настирливими

##### Тріфольки
Ці довгожителі відомі по всьому Лорвину за свою терплячість і мудрість. Але коли сгущується пітьма Шедоумору, вони перетворюються в позбавлені листя викривлені стовбури, що прагнуть помститися за шкоду завдану їх лісам.

##### Троу(троллі)
Троу, так звуть у Шедоуморі мерзенних троллів, що ховаються на болотах. Вони з'являються лише вночі, щоб лякати живих і жерти тіла мертвих. Це великі, озвірілі, сварливі гуманоїди, які мають регенеративні здібності.

#### Монстри
Монстри Шедоумора звикли жити у вічній пітьмі та густому тумані, тому не завжди можна зрозуміти що саме згубило тебе, тому інформація про них вельми уривчаста.

##### Богли
Дуже загадкові створіння нагадують шар, тобто округлу голову що пересуваеться на руках, що в них замість ніг. Живуть на болотах, більше сказати про них дуже важко.

##### Келпі
Зустрічаються тільки у Шедоуморі, великі схожі на камені келпі, це створіння що живуть у болотах та заболочених річках. Келпі дуже часто просто сумирно пасуться, тому можна припустити що ці створіння є травоядними

##### Напівбоги
Напівбоги це могутні духовні втілення (аватари), які існують у Шедоуморі. Про кожного з напівбогів є окрема єпічна пісня у «Притчі Ясновидця»
Притча ясновидця, це велика епічна поема складена у Шедоуморі. У ній розповідається про одного кіткіна що прийшов шукати відповідей у кіткинського провидця. Він запитав: «яким буде кінець світу?» на що провидець відповів: «ти не готовий до моєї відповіді. Можливо, є й інші речі, які ти хочеш знати?» Кіткін продовжує ставити провидцю питання про своє існування і про те як з'явилось життя у Шедоуморі, і провидець відповідає на них поемою, розділяючи її на пісні і в кожній з них йдеться про одного з напівбогів.
Притча Провидця складається з наступних частин:
Еволюція: Надприродний Міф
Знищення: Бог Лиха
Кровожерливість: Володар Помсти
Надія: Привид Занепаду
Війна: Лорд Війни
Розбрат: Бог Вірності
Кіготь: Шрамований Бог
Домініон: Божество Трепету
Розпад: Привид Фуги
Пророцтва: Божество Гордості
Під час Пророцтв, провидець знімає з кіткіна його шкіру, щоб показати, що він не кіткін взагалі, а насправді один з напівбогів, Божество Гордості, і нарешті, провидець відповідає на питання що той задав йому спочатку, тим самим він зводить його з розуму.

##### Діфліни
Таке ім'я носять у Шедоуморі чортенята, маленькі, неприємні, кажанопобібні істоти, також відомі як молодші демони.

##### Страхопудала
Страхопудала, об'єкти сумнівно схожі на людиноподібну істоту, це конструкції зроблені з мотлоху та одягнені в старий одяг. Спочатку вони були простими опудалами, які відганяли птахів від посівів та городини. В Шедоуморі кіткінські латкарі навмисно оживили своїх опудал за допомогою магії, щоб ті могли допомагати їм у сільському господарстві. З часом деякі з опудал втратили або пережили своїх творців, і стали жити самі по собі керуючись тільки своїми бажаннями. З цього часу вони стали страхопудалами яких очолив Король Жнець, наймогутніший з них.

##### Перевертні
Шедоумор має два підтипи перевертнів, Міміки та Пуки, на відміну від Лорвіну де перевертнями називають лише Перезмінників

###### Міміки
Коли Велика Аврора змінює Лорвін, перезмінники стають міміками, агресивними і злісними істотами, що нападають зграями, приймаючи форми, які нагадують спотворені відображення своїх жертв.

###### Пуки
Пуки живуть лише у Шедоуморі, це перевертні з головами що нагадую конячі, їх примхи дуже мінливі, від пустощів до не керованої злоби. Пуки земноводні, вони живуть поблизу затоплених боліт, гірських струмків і водоспадів.

## Злиття Лорвін-Шедоумор
У кінці Eventide (Сутінок), Велика Аврора зникає і більше не існує, в результаті цього структура світу змінюється, з'являються невідомі народи і місцевості що до того не були розвідані. Маралін стає однією з головних учасників повернення природного циклу дня та ночі у світ Лорвін-Шедоумор

## Персонажі й персоналії
БРІДЖИТ БЕЙЛІ Герой Нароміста
Бріджіт Бєйлі була відмінним стрільцем з клакхану Наромісто. Таким чином, вона носила офіційне звання «Герой Нароміста», і була правою рукою Гаддока Тіга. Пісні й казки що складали про Бріджит розповідали про її подвиги і досягнення, про те як вона допомагала відводити численні біди від свого рідного клакхану.
УНА, Королева фей
Прекрасна королева править в Глен-Елендра, і її влада забезпечує процвітання всіх фей Лорвіна. Зі своєї відокремленої і безпечної луки вона підтримує зв'язок з усіма своїми дітьми, які виконують її веління за допомогою обману і розіграшів.
РІЗ ВИГНАНЕЦЬ
Різ, досвідчений командир і учень мудрого тріфолька Колфенора, був відправлений у вигнання, після того як був понівечений в бою. Вигнанець Різ допоміг Маралін розкрити таємницю приходу Аврори, сподіваючись, що цим він поверне собі прихильність ельфів.
ЕШЛІН БЛУКАЧКА
Ешлін, могутня і досвідчена представниця роду полум'яників, допомогла встановити мир і порозуміння між народами.
Ешлін шукала Великого Елементаля, міфічне втілення вищих сил природи, чий виклик вона підсвідомо чула, хоча і не знала, куди це може привести.
Коли вона подорожувала разом з Різом, її полум'я охопило і знищило Тиса-Мудреця Колфенора. Ешлін не знала, що все сталося так, як і було заплановано.
КЛІКА ВЕНДІЛІОН
Трійцю невтомних фей — Веєзу, Ендрі та Іліону — турбували лише веселощі і те, як догодити своїй королеві. Але їх безтурботне життя змінилося назавжди, коли їм було велено супроводжувати Маралін в її мандрах по Лорвіну. Тим не менш, вони продовжували веселитися, дратуючи і розігруючи своїх супутників.
САДЖАНЕЦЬ КОЛФЕНОРА
Коли Колфенор зустрів свою смерть в полум'ї Ешлін, він дозволив своєму розуму і досвіду перейти в цього новонародженого тріфолька. Саджанець зберіг всі знання Колфенора, але відчайдушно намагається зрозуміти, що рухало його прабатьком.
МАРАЛІН З КЛАНУ РАНІШНЬОЇ ПІСНІ
Прекрасна і загадкова ельфа Маралін. На відміну від ельфів Золотолистя що мали роги схожі на баранячі, її роги були витонченіші і гостріші, як у антилопи. Вона була служницею Передала Ідеального, який збирався одружитися з Ейдрен ліз Алана з Золотолистя. Проте, весільна процесія на чолі з Передалом зазнала нападу Вбивчої Лози і всі, окрім Маралін загинули. Сама Маралін була спіймана живою і допитана. Її подальша доля була довгий час невідомою. Зараз Маралін подорожує по Лорвіну і Шедоумору, щоб знайти спосіб яким можна керувати Великою Авророю. Ця стихійна сила стоїть за періодичною зміною вічного дня Лорвіна на вічної сутінки Шедоумора.
РОШИН МЕАНДЕРНИК
Древня велетша що славилась своїм постійним базіканням і точними пророцтвами.
Вона була сестрою Бріон і Кіль, які збирали історії і розповіді для неї. Різ шукав її, щоб знайти спосіб зупинити Велику Аврору, але її пророцтва сказали, що це природний процес і його не зупинити.
Рошин була однією з небагатьох осіб, чиї особисті, спогади, і зовнішній вигляд (хіба що мох більше розростався) залишились без змін після перетворення, незважаючи на Велику Аврору. У Щедоуморі Рошин шукала свою козу, не підозрюючи про руйнування яких завдавали її пошуки, і тоді Джек Чірда краде її щоденник, який розшукують Уна і Маралін.

## Визначні місця (локації)
Золотолісся
Золотолісся це ліс розташований в самому серці території племені ельфів Золотого Листа в Лорвіні. Столиця королівства ельфів Золотого Листа, Ліз Алана, знаходиться в його межах. Легенди кажуть, що Золотолісся було створено Ейдреном, шаманом із касти досконалих, що був відомий своєю майстерністю в формуванні живих дерев. Ейбрен змусив сотні дерев викорчуватися і переплестися в ті форми, які він вважав гарними.
Після трансформації Лорвіна у Шедоумор, пишне Золотолісся перетворюється на кволе та поникле В'ялолісся
Глен Еландра
Глен Еландра є притулком невловимої Уни, королеви всіх фей Лорвіну. Глен Еландра це джерело синьої і чорної мани, вона захищена нашаруваннями оманливого магічного сяйва, що створює ілюзію не існування цього місця, до того ж Глен Еландра люто охороняється феями. Назва Глен Еландра відома у всьому Лорвіні, але більшість вважає що чутки про існування цього місця, це всього лише пустощі та жарти самих фей.
Через нашарування захисної магії Уни, Глен Еландра це єдине місце в Лорвіні яке не змінюється під час трансформації світу у Шедоумор
Клакхани Кіткінів
Золотолуки це назва клакхана кіткінів в Лорвіні і пасовищ навколо нього. Він відомий своєю великою кількістю кіз. Його аналог у Шедоуморі це Мороколуки
Наромісто (Кінсбейл)
Наромісто найбільший кіткінський клакхан у Лорвіні. Цим селищем керував ценз Гаддок Тір, а його чемпіоном і захисником була Герой Нароміста, лучниця Бріджід Бейлі.
Історія
Наромісто служив місцем для щорічного святкування Аврори, під час якого різні істоти з усього Лорвіну збиралися, щоб поділитися та послухати разом свої історії. Присутність старійшини тріфольків Колфенора сприяло тому, що Наромісто стало координаційним центром для ельфів Золотого Листа, які полювали на колишнього учня Колфенора, даена мисливців Золотого Листа, Різа. Ельфи під керівництвом таерцена (генерала) Ната і даена Гріффіда зайняли кінсбейл і чекали зрадника, з довгостроковими намірами покарати кіткінів за переховування Різа, після чого побудувати постійний ельфійський аванпост замість Нароміста.
Зрештою, Наромісто було позбавлено ельфійського гніву, коли Нат був убитий Різом, а решта ельфів відправилась переслідувати його. Кілька будинків постраждали від пожежі, коли відродження вогневички Ешлін підпалило Колферона. Наромісто в даний час відновилось і усунуло наслідки цього епізоду.
Після трансформації Лорвіна на Шедоумор селище Наромісто стало озброєною фортецею Наротеця. Гаддок Тір помер за нез'ясованих обставин, і звання ценза отримав Донал Аллоуей. Наротецю захищають не тільки стіни, але й могутня захисна магія кіткінскої віщунки Варі Тарча. Коли Ешлін атакувала Наротецю в перший раз, Аллоувей і Тарча намагалися відтіснити її за допомогою Тканини Роздумів. Після того, як Ещлін вбила Аллоуея, Тарча використовувала свою захисну магію, щоб телепортувати її на край світу. Пізніше Уна зв'язалася з Варі Тарча і запропонував їй свою допомогу в обмін на підтримку Наротеці в її справі проти Руйнівника. Тарча погодилась. Однак, коли Різ прибув в Наротецю, він дізнався, що населення цілого докну померло, було передушено лозами Уни. Королева фей вбили всіх кіткінів щоб використати силу їхньої Тканини Родумів і здібності Тарчі для власних цілей.
З відновленням цикл для-ночі, Наротеця, ймовірно, була заселена кіткінами з інших доунів, і знову стала столицею кіткінів.
Гора Тануфель
Гора Тануфель, священне місце і батьківщина вогневиків у Лорвіні. Це було також місце, де річка Уондервайна брала свій початок, елементалі знають це місце під назвою Виток(річки Уондервайн). Згасаючі Водоспади, монастир вогневиків також був в тому ж регіоні.
Гора Тануфель була місцем, де відбувався ритуал Ешлін під час Великої Аврорі. Замість того щоб нарешті стати вмістилищем полум'я вогневиків і мудрості Колфенору, Ешлін вирішила взяти силу Великих Елементалів для себе і стала Ешлін Згасаючою
У Шедоуморі Гора Тануфель називається Гора Кулрат, і відома як оселя озлоблених істот, відомих як окалники, які є всім що залишилося від вогневиків. Виток все ще існує і не зупинявся, але вже не річки Уондервайн а Уондербрайн.
Гудячий Гай
Священний ліс тріфольків Лорвіну. Старійшини народу звбираються тут, щоб обговорити різні питання. Майже всі тріфольки Лорвіну починають своє життя як нормальні дерева Гудячому Гаю, і після того, як настаю час «Підняття», вони отримують можливість вільно пересуватися. Рада Тріфольків часто використовує учнів ельфійських шаманів, як сім'ясторожу, наглядачів молодих тріфольків. Коли Різ прибув у Гудячий Гай після того як Колферон попросив посадити там його саджанець, Різ виявив, що Гай зрівняли з землею, дерева були вирвані, зламані і спалені, чиїмось невідомими руками. Незважаючи на колишнє спустошення, гай повільно починає рости знову, починаючи з чорної тополі саджанців, найбільш завзятих і резистентних до всіх видів загрози. Різ посадив саджанець Колферона там. Коли він повернувся через деякий час, він побачив що Гудячий Гай повільно, але все ж таки виросте знову.
Долина Супомиски
Долина Супомиски це рівнинна місцина в Лорвіні, через яку протікає річка Уондервайн, недалеко від західних кордонів Благословенної Нації. Супомиска це дім для великої кількості тріфольків-ясенів, їх шаманів і воїнів, які допускають присутність представників інших племен в долині, до тих пір, поки вони не будуть шкодити деревам. Багато боггартів та ельфів вигнанців живуть в долині, користуючись захистом тріфольків-ясенів. Боггарти мають традицію, проводити у Супомисці своє свято «Бенкет П'ятконизів».
Долина Супомиски була місцем руйнівною битви між ельфами клану Золотого Листа під командуванням Ната і групою боггартів, які брали участь у Бенкеті П'ятнозів. Те, що ельфи розпочали як різанину боггартів, швидко перетворилось в криваву бійню, коли боггарти почали змінюватися під впливом Великої Аврора, чиє наближення змінило боггартів, обернувши їх на здичавілих монстрів. Бійня закінчилася потужним закляттям, яке прочитав ельф Різ, воно майже знищило обидві сторони конфлікту.
Веліс Вель
Веліс Вель це прихована печера, що пов'язана з Перезмінниками Лорвіна. В один день кожного року сонце світить через тріщини на стелі в печері, створюючи рухомі вогні. Ця подія змушує Перезмінників приходу сюди з усього Лорвіну. Поверхні в середині Веліс Вель вкриті рунами, кожна з яких відображає форми, які коли-небудь приймали Перезмінники.
Світоходці які відвідують це місце, як правило, погоджуються не викликати в печері Скалки
Темний Меандр
Темний Меандр це система підземних водних шляхів (річок) що знаходяться під Лорвіном. Мерроу відомі як дослідники цих водних артерій.